# Hackmann

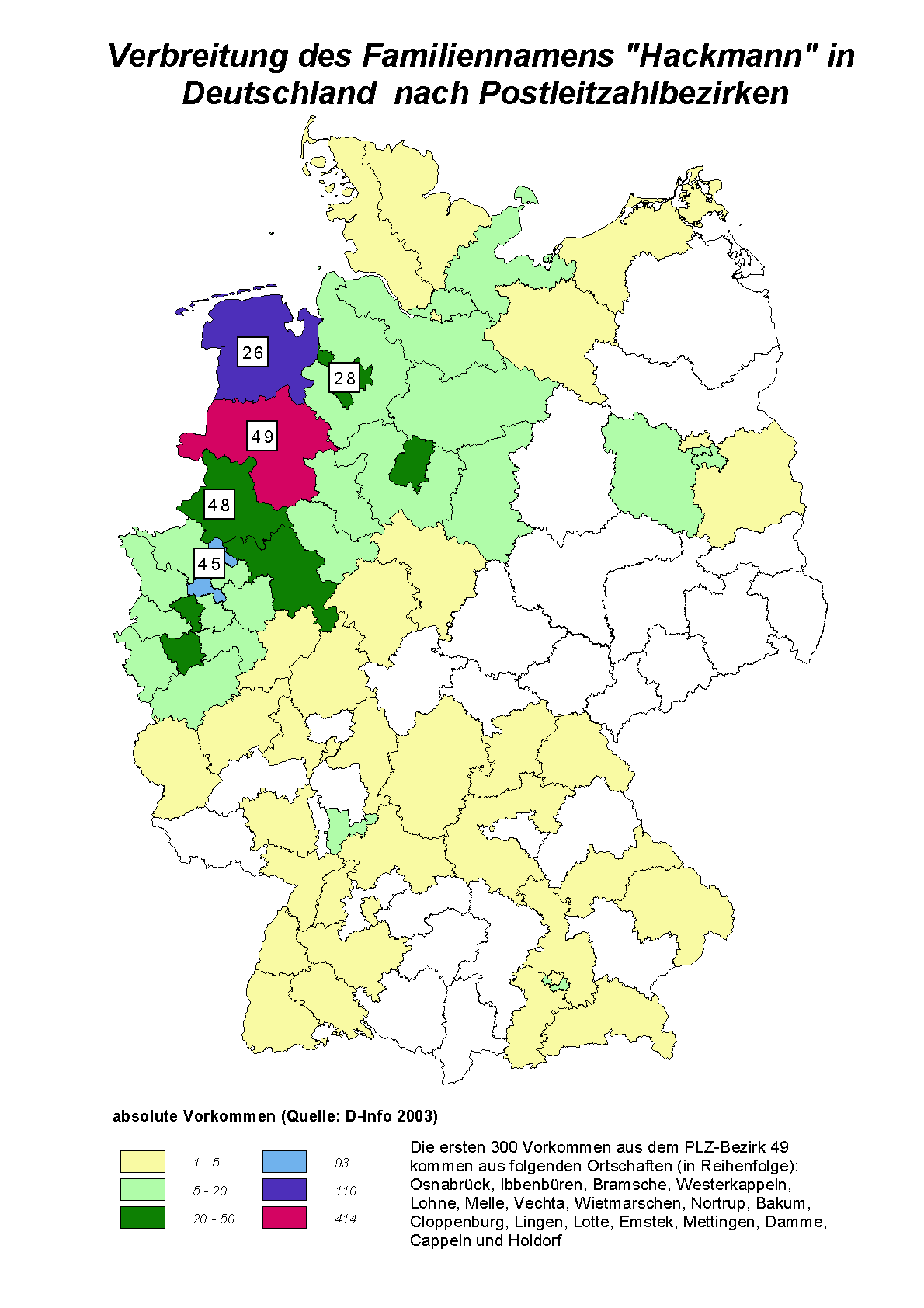
Verteilung des Namens Hackmann

Der deutschsprachige Familienname Hackmann kann auf mehrere Ursprünge zurückgeführt werden:
1. Auf Hack md. hocke, hockener, hocker bzw. mhd. hoke, hoken, hoker, hake. Er bedeutet Kleinhändler, Höcker, Krämer. Verwandte Namen: Hack, Hocke, Hokemann
2. Auf die im Emsland, Ostfriesland und in Südoldenburg übliche plattdeutsche Bezeichnung Hake, das Tor in der Wallhecke oder Landwehr, mit der früher die Gemarkungen umschlossen waren. Hackmann war der Mann, der für das Schließen dieses Tores zuständig war. In Westfalen wurde dieses Tor als Baum bezeichnet, was zu Familiennamen wie Bäumker/Beumker, Baumhöer/Baumhöver, Bäumer/Beumer oder Baumschlies(s)er führte.

## Namensträger
- Bernd Hackmann (* 1963), deutscher Filmtonmeister und Filmemacher
- Eugen Hackmann (1793–1873), rumänischer Metropolit und österreichischer Politiker
- Friedrich August Hackmann (1670–1742), deutscher Rechtswissenschaftler, entdeckte 1709/11 die niederdeutsche Fassung des Reineke Fuchs wieder
- Georg Hackmann (1903–1975), deutscher Oberlandforstmeister
- Heinrich Hackmann (1864–1935), deutscher evangelischer Theologe, Religionshistoriker und Sinologe
- Henric Hackmann (* 2003), deutscher Radsportler
- Hermann Hackmann (1913–1994), deutscher Schutzhaftlagerführer im KZ Majdanek
- Jodocus Hackmann (1642–1710), deutscher Jurist
- Johann Friedrich Hackmann (1756–1812), deutscher Historiker und Geograph
- Jörg Hackmann (* 1962), deutscher Historiker
- Lena Hackmann (* 1984), deutsche Fußballspielerin
- Sven Hackmann, deutscher Schwimmer
- Werner Hackmann (1947–2007), deutscher Politiker (SPD) und Fußballfunktionär

## Schreibweisen
- Siehe auch: Hackman, Hakman